# Otice (przystanek kolejowy)
Otice – przystanek kolejowy w Oticach, w kraju morawsko-śląskim, w Czechach przy ulicy Nádražní 98. Znajduje się na wysokości 265 m n.p.m. i leży na linii kolejowej nr 314.